# Liku
Liku – druga najludniejsza miejscowość w Wallis i Futunie (zbiorowość zamorska Francji), położona na wyspie Uvea w dystrykcie Hahake. Według spisu powszechnego z 2018 roku liczyła 605 mieszkańców.